# Matthew Walls
Matthew Walls (Oldham, 20 april 1998) is een Engels wielrenner, die zowel het baan- en het wegwielrennen combineert. Anno 2024 is hij actief voor Groupama-FDJ. Hij werd op de Olympische Spelen van Tokio olympisch kampioen op het omnium.

## Wegwielrennen
Walls won in 2018 twee etappes en het puntenklassement in de Flèche du Sud en een etappe in de Paris-Arras Tour. In 2019 won hij een etappe in de Dwars door Hauts-de-France de opvolger van de Paris-Arras Tour en de tweede etappe in de Girobio, deze prestaties leverde hem een staigecontract op bij EF Education First Pro Cycling.

## Baanwielrennen
In 2016 won Walls zowel de ploegenachtervolging als de koppelkoers op de Europese kampioenschappen baanwielrennen voor junioren. In 2018 won hij de afvalkoers op het Europese kampioenschappen baanwielrennen.

## Palmares

### Baanwielrennen
| Jaar     | BK                                                   | EK                                          | WK                                 | OS                | WB                                                   | Overig                                                     |
| Junioren | Junioren                                             | Junioren                                    | Junioren                           | Junioren          | Junioren                                             | Junioren                                                   |
| -------- | ---------------------------------------------------- | ------------------------------------------- | ---------------------------------- | ----------------- | ---------------------------------------------------- | ---------------------------------------------------------- |
| 2016     |                                                      | ploegkoers · ploegenachtervolging           | puntenkoers · ploegenachtervolging |                   |                                                      | Track Cycling Challenge Grenchen: puntenkoers              |
| Beloften |                                                      |                                             |                                    |                   |                                                      |                                                            |
| 2017     |                                                      | ploegenachtervolging                        |                                    |                   |                                                      | 6daagse Berlijn                                            |
| 2018     |                                                      | ploegkoers · ploegenachtervolging · scratch |                                    |                   |                                                      |                                                            |
| 2019     |                                                      | omnium · ploegkoers                         |                                    |                   |                                                      |                                                            |
| Elites   |                                                      |                                             |                                    |                   |                                                      |                                                            |
| 2016     | ploegkoers                                           |                                             |                                    |                   |                                                      |                                                            |
| 2017     | omnium · ploegkoers · ploegenachtervolging           |                                             |                                    |                   |                                                      | Track Cycling Challenge Grenchen: scratch                  |
| 2018     | omnium · ploegkoers · ploegenachtervolging · scratch | afvalling                                   |                                    |                   | Londen: · omnium · ploegkoers · ploegenachtervolging | Prova Internacional Município de Anadia: ploegkoers        |
| 2019     | omnium · puntenkoers · ploegenachtervolging          |                                             |                                    |                   | Minsk: · omnium                                      |                                                            |
| 2020     |                                                      | afvalling · omnium                          | omnium                             |                   |                                                      | Troféu Internacional de Pista Anadia: omnium en ploegkoers |
| 2021     |                                                      |                                             |                                    | omnium ploegkoers |                                                      |                                                            |

### Wegwielrennen
2018 - 3 zeges
1e en 5e etappe Flèche du Sud
3e etappe Paris-Arras Tour
2019 - 1 zege
3e etappe Dwars door Hauts-de-France
2021 - 2 zeges
4e etappe Ronde van Noorwegen
Gran Piemonte

## Ploegen
- 2019 –  EF Education First (Stagiair)
- 2021 –  BORA-hansgrohe
- 2022 –  BORA-hansgrohe
- 2023 –  BORA-hansgrohe
- 2024 –  Groupama-FDJ
- 2025 –  Groupama-FDJ

2012: Lasse Norman Hansen ·
2016: Elia Viviani  ·
2020: Matthew Walls ·
2024: Benjamin Thomas
Ackermann · Aleotti · Baška · Benedetti · Bodnar · Buchmann · Burghardt · Fabbro · Gamper · Großschartner · Kämna · Kelderman · Konrad · Laas · Meeus · Oss · Palzer (vanaf 1 april) · Politt · Pöstlberger · J. Sagan · P. Sagan · Schachmann · Schelling · Schillinger · Schwarzmann · Selig · Walls · Wandahl · Zwiehoff
Aleotti · Archbold · Benedetti · Bennett · Buchmann · Fabbro · Gamper · Großschartner · Haller · Higuita · Hindley · Kämna · Kelderman · Koch · Konrad · Laas · Lührs · Meeus · Mullen · Palzer · Politt · Pöstlberger · Schachmann · Schelling · Uijtdebroeks · van Poppel · Vlasov · Walls · Wandahl · Zwiehoff · Lipowitz (stagiair)
Aleotti · Archbold · Benedetti · Bennett · Buchmann · Denz · Fabbro · Gamper · Haller · Higuita · Hindley · Jungels · Kämna · Koch · Konrad · Koretzky · Lipowitz · Lührs · Meeus · Mullen · Palzer · Politt · Schachmann · Schelling · Uijtdebroeks · van Poppel · Vlasov · Walls · Wandahl · Zwiehoff
Askey · Barthe · Bystrøm · Davy · Gaudu · Geniets · Germani · Grégoire · Gruel (vanaf 1/3) · Konovalovas · Küng · Le Gac · Le Huitouze · Lienhard · Madouas · Martinez · Molard · Pacher · Paleni · Penhoët · Pithie · Rochas · Russo · Sarreau · Thompson · van den Berg · Walls · Watson